# Artvin (tỉnh)
Artvin là một tỉnh của Thổ Nhĩ Kỳ. Tỉnh này nằm ở bên bờ Biển Đen và nằm ở góc đông bắc Thổ Nhĩ Kỳ, giáp vùng Adjara của Gruzia. Tỉnh Artvin có diện tích 7.493 km 2, dân số là 191.934 người với mật độ dân số là: 25 người/km². Tỉnh lỵ là Artvin, dân số tỉnh lỵ là: 23.157 người.

## Tên gọi
(tiếng Gruzia: ართვინი; tiếng Armenia: Արդվին; tiếng Nga: Ардвин, tiếng Laz:Art'vini). Artvin < Artavani "thị xã màu mỡ" < Armenian Arta, arda "khu đất trồng" + vani "quận, làng, thị xã, nhà thờ."
Artvin trước đây có tên Coroksi, Corok, Kollhis hoặc Livane.

## Các huyện
Tỉnh này được chia thành 8 huyện sau (tỉnh lỵ được bôi đậm):
- Ardanuç
- Arhavi
- Artvin
- Borçka
- Hopa
- Murgul
- Şavşat
- Yusufeli